# NGC 4261
NGC 4261 (други обозначения – UGC 7360, MCG 1-31-52, ZWG 42.13, VCC 345, 3C 270, PGC 39659) е елиптична галактика (E2) в съзвездието Дева.
Обектът присъства в оригиналната редакция на „Нов общ каталог“.